# Cour constitutionnelle de Slovénie
Pour les autres articles nationaux ou selon les autres juridictions, voir Cour constitutionnelle.
La Cour constitutionnelle de Slovénie (en slovène : Ustavno sodišče Republike Slovenije, US RS) est la juridiction prévue par Constitution slovène pour le contrôle de constitutionnalité. Depuis sa création, la Cour est située dans le Palais Plečnik, à Ljubljana.

## Compétence
La plupart des pouvoirs de la Cour constitutionnelle sont explicitement déterminés par la Constitution. Conformément à la Constitution, la Cour constitutionnelle se prononce notamment : sur la conformité des lois à la Constitution, et des autres actes règlementaires avec les lois et la Constitution, sur les recours constitutionnels pour violation des droits de l'homme et des libertés fondamentales par des actes individuels, sur les conflits de compétence entre différents institutions étatiques, sur l'inconstitutionnalité des actes et activités des partis politiques, sur les recours contre une décision de l'Assemblée nationale relative à la confirmation de l'élection des députés, sur la responsabilité du Président de la République, du Président du gouvernement slovène, et des ministres, ainsi que sur la conformité d'un traité que la Slovénie souhaite ratifier avec la Constitution.
En vertu de la Constitution, d'autres matières peuvent également être confiées à la Cour constitutionnelle par la loi. Conformément à cette disposition, la Cour constitutionnelle statue, entre autres, sur les recours contre une décision de l'Assemblée nationale sur l'élection des députés slovènes au Parlement européen, sur la recevabilité d'une décision de l'Assemblée nationale de ne pas convoquer de référendum sur la confirmation des amendements constitutionnels, ou sur demande de l'Assemblée nationale portant sur la constitutionnalité des conséquences possibles de la suspension de l'application d'une loi ou du fait qu'une loi n'a pas été adoptée lors d'un référendum.

## Composition
Les juges de la Cour constitutionnelle sont élus par l'Assemblée nationale, sur proposition du Président de la République de Slovénie, pour une durée de 9 ans, non-renouvelable. Les personnes retenues doivent être des citoyens slovène âgés de plus de 40 ans et experts dans le domaine juridique. Le Président de la Cour est élu parmi ses paires pour un mandat de 3 ans.
La Cour constitutionnelle compte plusieurs procédures strictement définies dans lesquelles des affaires peuvent lui être soumises. Les affaires sont d'abord examinées par un juge unique puis une formation de trois jours, et si la Cour décide d'accepter l'affaire, la Cour statue en séance plénière. Le Président de la Cour peut organiser une audience publique, ou sur demande d'au moins trois membres de la Cour. La juridiction délibère toujours en secret. Les décisions de la Cour sont définitives, sans possibilité d'appel.

### Présidents de la Cour
| #   | Juge                | Mandat           | Mandat           |
| --- | ------------------- | ---------------- | ---------------- |
| 1   | Peter Jambrek       | 25 juin 1991     | 24 avril 1994    |
| 2   | Ton Jerovšek        | 25 avril 1994    | 24 avril 1997    |
| 3   | Lovro Sturm         | 25 avril 1997    | 30 octobre 1998  |
| 4   | Franc Testen        | 11 novembre 1998 | 10 novembre 2001 |
| 5   | Dragica Wedam Lukić | 11 novembre 2001 | 10 novembre 2004 |
| 6   | Janez Cebulj        | 11 novembre 2004 | 10 novembre 2007 |
| 7   | Jože Tratnik        | 11 novembre 2007 | 10 novembre 2010 |
| 8   | Ernest Petric       | 11 novembre 2010 | 10 novembre 2013 |
| 9   | Miroslav Mozetic    | 11 novembre 2013 | 30 octobre 2016  |
| dix | Jadranka Sovdat     | 31 octobre 2016  | 18 décembre 2018 |
| 11  | Rajko Knez          | 18 décembre 2018 | 18 décembre 2021 |
| 11  | Matej Accetto       | 19 décembre 2021 | En fonction      |

### Secrétaires généraux de la Cour
| # | Juge            | Durée des fonctions | Durée des fonctions |
| - | --------------- | ------------------- | ------------------- |
| 1 | Milan Baškovič  | 25 juin 1991        | 28 février 1993     |
| 2 | Janez Cebulj    | 1er mai 1993        | 30 octobre 1998     |
| 3 | Jadranka Sovdat | 29 janvier 1999     | 18 décembre 2009    |
| 4 | Erik Kerševan   | 1er février 2010    | 31 juillet 2012     |
| 5 | Sébastien Nérad | 3 octobre 2012      | En fonction         |

## Siège
La Cour siège depuis 1964 au palais Plečnik, sis 10 rue Beethoven à Ljubljana, un édifice bâti en 1882 dans le style renaissance, puis réaménagé entre 1925 et 1927 pour accueillir la Chambre du commerce, de l'artisanat et de l'industrie. Ces travaux sont un des exemples les plus remarquables de l'architecture slovène du XXe siècle, réalisés selon les idées et les croquis de Jože Plečnik (1872-1957) – considéré comme le plus grand architecte slovène –, et exécutés sous la direction de son assistant France Tomažič. L'extérieur du palais a globalement conservé son aspect d'origine et l'intérieur a été rénové dans un style néoclassique. Une rénovation a été conduite en 1997.

## Décisions historiques
- Arrêt "rue Tito", UI-109/10 du 3 octobre 2011 : est inconstitutionnelle la dénomination d'une rue en hommage à Josip Broz dit "Tito"